# یاس‌لادانی
یاس‌لادانی (به مجاری:  Jászladány) یک منطقهٔ مسکونی در مجارستان است که در ناحیه یاس‌آپاتی واقع شده‌است. یاس‌لادانی ۹۲٫۷۳ کیلومتر مربع مساحت و ۵٬۶۴۲ نفر جمعیت دارد.